# Skakivka, Berdîciv
Skakivka (în ucraineană Скаківка) este localitatea de reședință a comunei Skakivka din raionul Berdîciv, regiunea Jîtomîr, Ucraina.
Localitatea face parte din regiunea istorică Volânia, iar după tratatul de pace de la Riga din 1921 a devenit parte a Uniunii Sovietice.

## Demografie
Componența lingvistică a localității Skakivka
     Ucraineană (98,5%)
     Rusă (1,28%)
     Alte limbi (0,21%)
Conform recensământului din 2001, majoritatea populației localității Skakivka era vorbitoare de ucraineană (98,5%), existând în minoritate și vorbitori de rusă (1,28%).